# Гимнография
Гимногра́фия (от греч. ὕμνος — «[торжественная] песнь, гимн» и γράφω — «пишу, сочиняю»):
1. Гимнописание (гимнотворчество) — поэтическое, а также поэтико-мелодическое искусство сочинения торжественных, хвалебных песен (гимнов, од), преимущественно культового характера (ритуальных, религиозных), в том числе церковных (богослужебных или литургических) песнопений.
2. Гимнографи́ческий кано́н — нормативные принципы, правила и особенности создания церковных песнопений, присущие тому или иному жанру церковных песнопений, автору (гимно́графу) и его творческому окружению (школе), местной церковной традиции, а также определённому периоду истории поместной церкви (или ветви христианской Церкви).
3. Совокупность произведений гимнографии (литургических песнопений, гимнографических памятников).

Гимно́граф — автор литургических произведений, входящих в богослужебные книги христианской Церкви (Октоих, Минею, Триодь), — стихир, канонов, седальнов. Иоанн Дамаскин — один из известнейших гимнографов.
Русские кальки — «песнеписа́ние», «песнетво́рчество». Существуют также варианты «песнописание» и «песнотворчество», однако они могут подразумевать сочинение не только церковных песнопений или гимнов (песнь), но также светских песен.
Гимнографию не следует смешивать с гимноло́гией.

## Источник
- Analecta hymnica Medii aevi, hrsg.v. G.M. Dreves, Ch. Blume, H.M. Bannister. 55 Bde. Leipzig, 1886-1909; оцифровка: Analecta hymnica medii aevi. Augsburg: Rauner,  2004-2005.
- Головатенко В., прот. Материалы для словаря церковно-певческой терминологии (текущая рабочая версия). Спб, 2005–2009.